# Hyposmocoma anisoplecta
Hyposmocoma anisoplecta là một loài bướm đêm thuộc họ Cosmopterigidae. Nó là loài đặc hữu của Oahu. Loài địa phương ở Mount Kaala.